# Sarah Maria Griffin
Sarah Maria Griffin (* cca 1988, Dublin, Irsko) je irská spisovatelka, básnířka a zinerka žijící v Dublinu.
Vyrostla v dublinských čtvrtích Kilbarrack a Raheny. Na Institutu umění, designu a technologie Dún Laoghaire obdržela titul z angličtiny, mediálních a kulturních studií a na NUI Galway magisterský titul z kreativního psaní. Kariéru zahájila psaním poezie, poté rozšířila své působení o články pro tisk a jiná média, např. Buzzfeed a The Guardian. Svou první knihu, Not Lost: A Story about Leaving Home, vydala v roce 2013; kniha vychází z článků, které napsala během svého tehdejšího pobytu v San Francisku. Do Irska se vrátila v roce 2015.
V roce 2017 obdržela Evropskou cenu Chrysalis za science fiction, mezi roky 2018 a 2019 přednášela na Maynoothské univerzitě. Její román pro mládež z roku 2019, Other Words for Smoke, byl v roce 2020 zařazen na Duhový seznam Asociace amerických knihoven.
Od roku 2019 píše Griffin podcast pro The Irish Times.